# Xing Huina
Xing Huina - (25 de febrer de 1984 a Weifang, Província de Shandong, Xina) és una atleta xinesa especialista en proves de fons que va ser campiona olímpica dels 10.000 metres als Jocs d'Atenes 2004.
Procedeix d'una família de grangers de Weifang. Mesura 1,66 m i pesa 50 kg.
Va començar a fer atletisme en la Weifang City Sport School, on era entrenada per Chi Yuzhai. El 1999 va passar al Shandong Sport Technology Institute, entrenada per Yin Yanqin.
Després de destacar en els campionats nacionals de 2001, el 2002 va entrar a formar part de l'equip nacional xinès, sota l'adreça de Wang Dexian. Aquest any va aconseguir la medalla de bronze en els 10.000 metres dels Jocs Asiàtics de Busan.
El 2003 va participar en els Campionats del Món de París, on va finalitzar 7a en els 10.000 metres amb una marca de 30:31,55 que suposava un rècord del món en categoria junior.
El major èxit de la seva carrera va arribar als Jocs Olímpics d'Atenes 2004 quan va guanyar contra tot pronòstic la medalla d'or en els 10.000 metres. Es preveia un absolut domini de les etíops en aquesta prova, amb Derartu Tulu, Ejegayehu Dibaba i Werknesh Kidane. No obstant això Huina Xing va aguantar el ritme de les africanes, i en l'última volta es va quedar sola al capdavant amb Ejegayehu Dibaba, a qui va batre en el sprint final, guanyant la prova amb 30:24,36. La plata va ser para Ejegayehu Dibaba (30:24,98) i el bronze per Derartu Tulu (30:26,42)
Als Mundials de Hèlsinki 2005 va ser 4ª en els 10.000 m (30:27.18) i 5ª en els 5.000 m (14:43,64), sent ambdues proves dominades per les etíops.

## Marques personals
- 1.500 metres - 4:09,01 (2003)
- 3.000 metres - 9:26,36 (2006)
- 5.000 metres - 14:43,64 (2005)
- 10.000 metres - 30:24,36 (2004)